# Virgin VR-01
Virgin VR-01 — гоночный автомобиль команды Формулы-1 Virgin Racing разработанный для выступления в сезоне 2010 года. VR-01 - первый в истории Формулы-1 автомобиль, полностью разработанный с помощью суперкомпьютера с использованием методов вычислительной гидро- и газодинамики (CFD).

## Тесты

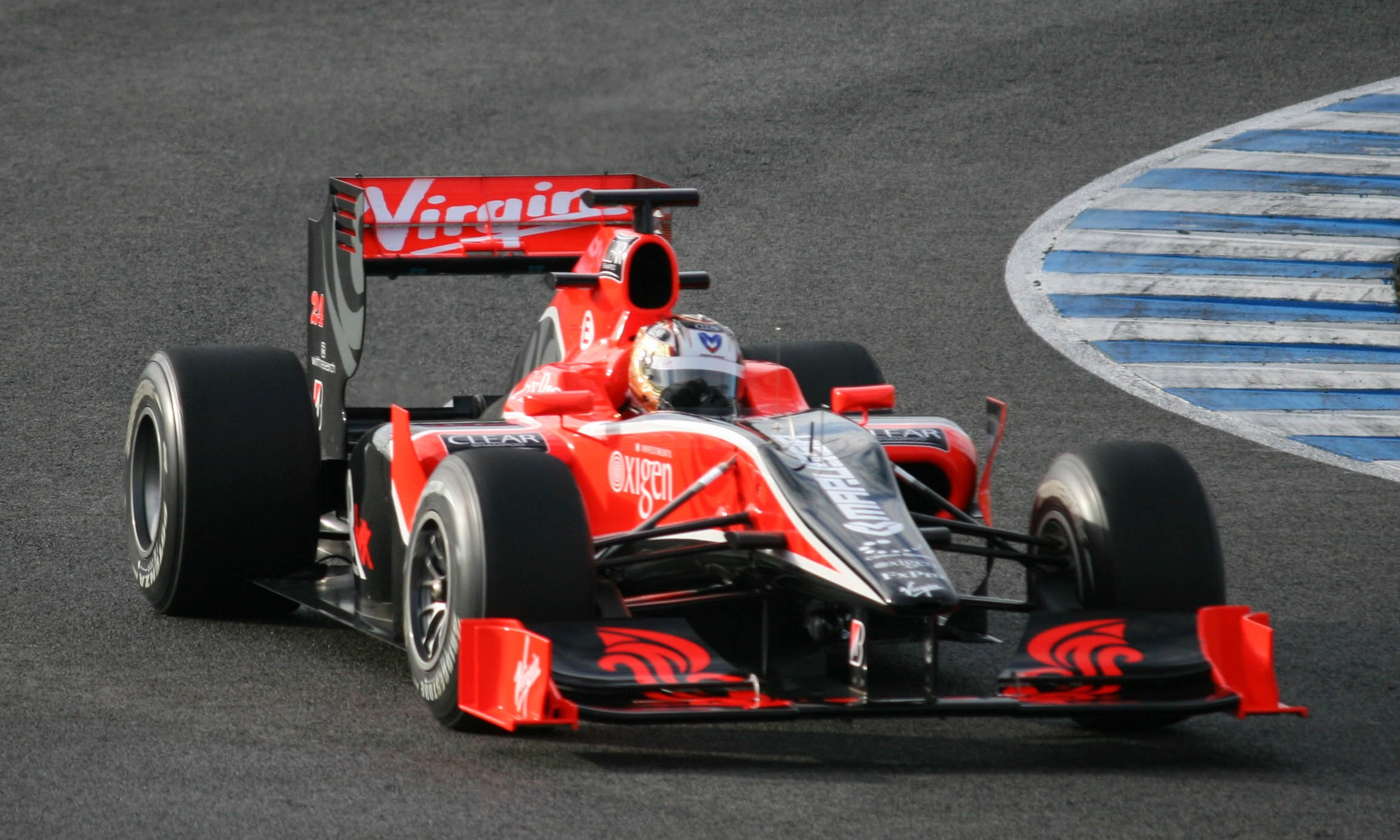
Тимо Глок на тестах в Хересе.

Презентация болида должна была состояться в режиме онлайн на официальном сайте команды 3 февраля 2010 года. Однако по техническим причинам она была отменена, но сам болид был показан в британском Сильверстоуне, где 4-5 февраля 2010 года прошла первая обкатка нового болида.
Первые официальные тесты новой машины прошли в феврале 2010 года в Хересе.

## История выступлений

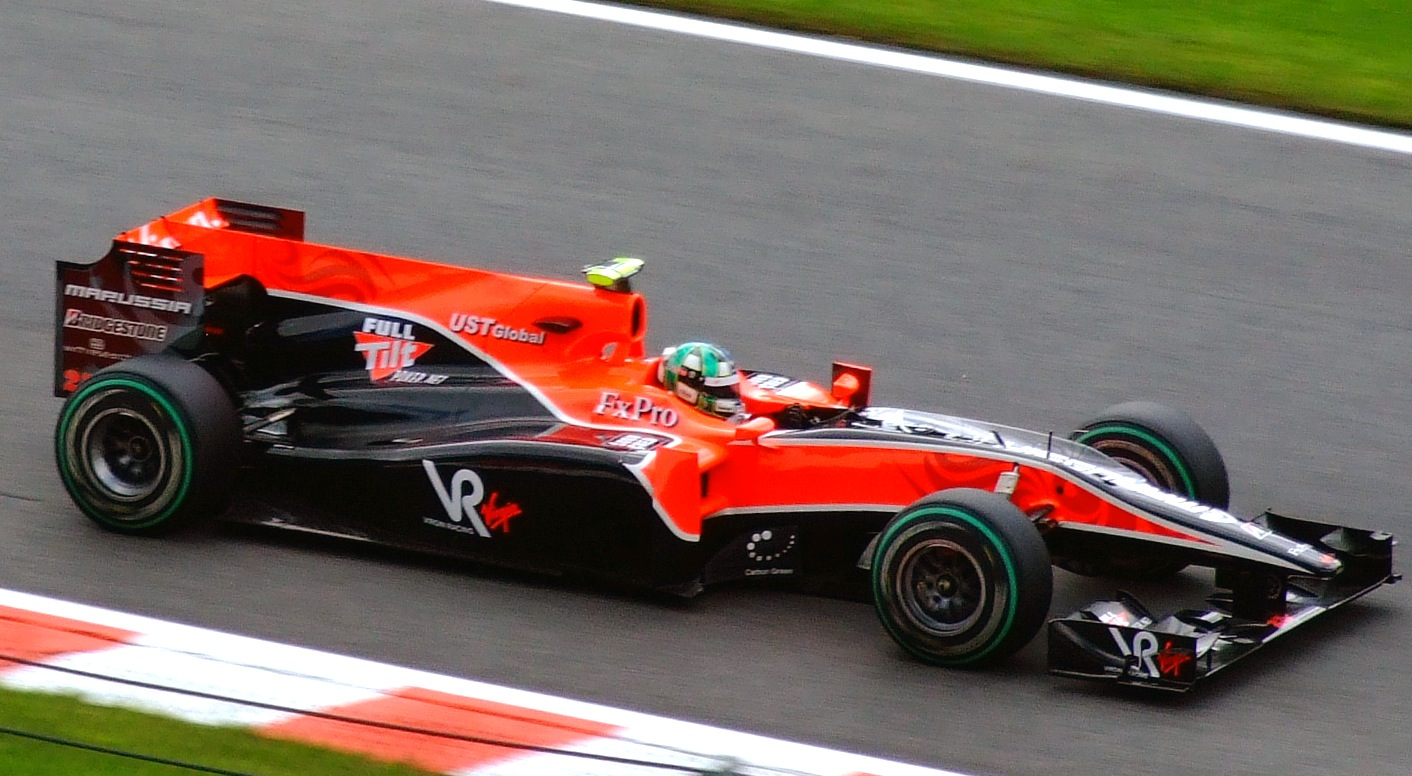
Лукас ди Грасси на Гран-при Бельгии 2010 года.

В первой квалификации на Гран-при Бахрейна Тимо Глоку удалось стать быстрейшим среди пилотов новых команд, в то время как его напарник Лукас ди Грасси проиграл обоим пилотам Lotus Racing. Гонка же завершилась для Virgin Racing двойным сходом, из-за отказа гидравлики у бразильца и поломки коробки передач у немца.
Перед второй гонкой сезона появилась информация, что из-за ошибки в расчетах топливный бак машины получился слишком маленьким и не вмещает количество топлива, необходимое для того, чтобы проехать всю дистанцию гонки. Команда обратилась в ФИА с просьбой доработать болид и получила разрешение на внесение изменений в конструкцию шасси.
В первой половине сезона команду преследовали разнообразные проблемы, главная причина которых – отсутствие единого центра, общей базы, налаженной системы коммуникаций – машина разрабатывалась одними людьми, а эксплуатировалась другими.
Впервые добраться до финиша пилот Virgin Racing смог лишь в третьей гонке сезона – в Малайзии Лукас ди Грасси занял 14-ю строчку протокола, этот результат, как и 14-е место Тимо Глока в Судзуке, стал лучшим для команды по ходу чемпионата. В итоге пилотам удалось финишировать ровно в половине гонок - 19 из 38.
Virgin Racing закончила дебютный сезон на последней строчке в Кубке Конструкторов, но смогла доказать применимость уникального технического подхода и обеспечить финансовые гарантии на следующий год.

## Результаты выступлений в Формуле-1
| Легенда к таблице |                                                                    |
| --- | ------------------------------------------------------------------ |
| В таблице перечислены результаты всех Гран-при Формулы-1, в которых использовался автомобиль. Строками таблицы являются сезоны, столбцами — этапы чемпионата мира. В каждой клетке указаны сокращённое название этапа и результат, дополнительно обозначенный цветом. Расшифровка обозначений и цветов представлена в нижеследующей таблице. |                                                                    |
| \| Пример \| Описание \| \| ------------ \| ------------------------------------------------------------------ \| \| 1 \| Победитель \| \| 2 \| Второе место \| \| 3 \| Третье место \| \| 5 \| Финишировал, заработав очки \| \| Сход \| Не финишировал, но при этом заработал очки \| \| 12 \| Финишировал, не получив очков \| \| НКЛ \| Финишировал, но не попал в финальную классификацию \| \| 15 \| Участвовал вне зачёта, либо по отдельной классификации \| \| 18 \| Не финишировал, но попал в финальную классификацию \| \| Сход \| Не финишировал \| \| НКВ \| Не прошёл квалификацию \| \| НПКВ \| Не прошёл предквалификацию \| \| ДСК \| Дисквалифицирован \| \| ИСК \| Исключён из протокола соревнований \| \| ТТ \| Заявлен для участия только в тренировках \| \| НС \| Участвовал в квалификации, но не стартовал в гонке \| \| Т \| Травмирован или болен \| \| ОТК \| Отказ от участия \| \| НТР \| Прибыл на соревнования, но на трассу не выезжал \| \| НПР \| Был заявлен в числе участников, но не прибыл к началу соревнований \| \| О \| Соревнования отменены \| \| \| Не участвовал \| \| Поул-позиция \| \| \| Быстрый круг \| \| |                                                                    |
| Пример | Описание                                                           |
| 1 | Победитель                                                         |
| 2 | Второе место                                                       |
| 3 | Третье место                                                       |
| 5 | Финишировал, заработав очки                                        |
| Сход | Не финишировал, но при этом заработал очки                         |
| 12 | Финишировал, не получив очков                                      |
| НКЛ | Финишировал, но не попал в финальную классификацию                 |
| 15 | Участвовал вне зачёта, либо по отдельной классификации             |
| 18 | Не финишировал, но попал в финальную классификацию                 |
| Сход | Не финишировал                                                     |
| НКВ | Не прошёл квалификацию                                             |
| НПКВ | Не прошёл предквалификацию                                         |
| ДСК | Дисквалифицирован                                                  |
| ИСК | Исключён из протокола соревнований                                 |
| ТТ | Заявлен для участия только в тренировках                           |
| НС | Участвовал в квалификации, но не стартовал в гонке                 |
| Т | Травмирован или болен                                              |
| ОТК | Отказ от участия                                                   |
| НТР | Прибыл на соревнования, но на трассу не выезжал                    |
| НПР | Был заявлен в числе участников, но не прибыл к началу соревнований |
| О | Соревнования отменены                                              |
| | Не участвовал                                                      |
| Поул-позиция |                                                                    |
| Быстрый круг |                                                                    |

| Год  | Команда       | Мотор              | Шины | Пилоты    | 1    | 2    | 3    | 4    | 5   | 6    | 7   | 8    | 9   | 10   | 11   | 12  | 13  | 14  | 15   | 16  | 17   | 18  | 19   | Место | Очки |
| ---- | ------------- | ------------------ | ---- | --------- | ---- | ---- | ---- | ---- | --- | ---- | --- | ---- | --- | ---- | ---- | --- | --- | --- | ---- | --- | ---- | --- | ---- | ----- | ---- |
| 2010 | Virgin Racing | Cosworth CA2010 V8 | B    |           | БАХ  | АВС  | МАЛ  | КИТ  | ИСП | МОН  | ТУР | КАН  | ЕВР | ВЕЛ  | ГЕР  | ВЕН | БЕЛ | ИТА | СИН  | ЯПО | КОР  | БРА | АБУ  | 12    | 0    |
| 2010 | Virgin Racing | Cosworth CA2010 V8 | B    | Глок      | Сход | Сход | Сход | НС   | 18  | Сход | 18  | Сход | 19  | 18   | 18   | 16  | 18  | 17  | Сход | 14  | Сход | 20  | Сход | 12    | 0    |
| 2010 | Virgin Racing | Cosworth CA2010 V8 | B    | ди Грасси | Сход | Сход | 14   | Сход | 19  | Сход | 19  | 19   | 17  | Сход | Сход | 18  | 17  | 20  | 15   | НС  | Сход | НКЛ | 18   | 12    | 0    |